# I Capture the Castle (film)
I Capture the Castle is een Britse film uit 2003 geregisseerd door Tim Fywell. De film is gebaseerd op de roman uit 1948 van Dodie Smith en bewerkt voor film door Heidi Thomas. Op 9 mei 2003 ging de film in het Verenigd Koninkrijk in première.
Romola Garai speelt de hoofdrol van Cassandra Mortmain naast acteurs als Bill Nighy, Rose Byrne, Tara Fitzgerald en Joe Sowerbutts.